# Manchester City Centre
Manchester City Centre is het central business district van het bestuurlijke gebied City of Manchester, in het Engelse graafschap Greater Manchester. Het gebied telt ongeveer 11.000 inwoners.
Het hoogste gebouw is de Beetham Tower (169.0 m).

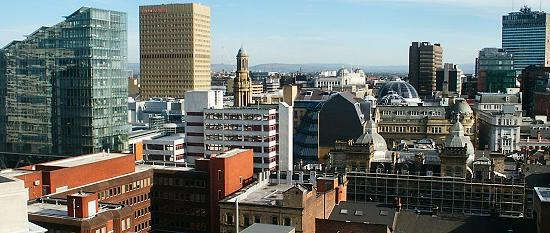
Centrum